# Vụ rơi đĩa bay Ralph Horton

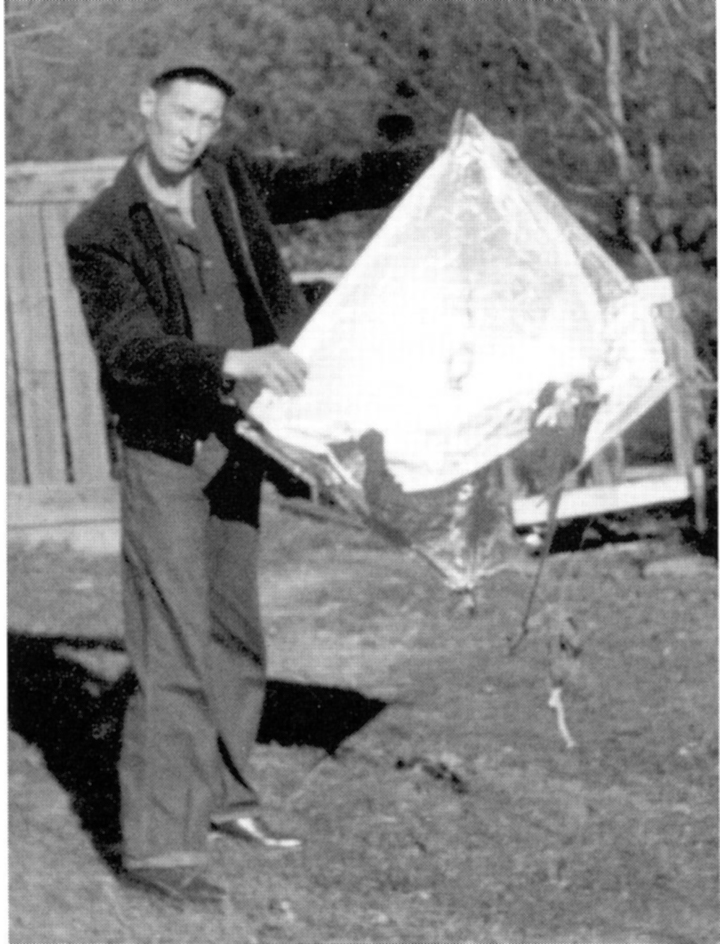
Horton và "đĩa bay"

Vụ rơi đĩa bay Ralph Horton nói về một "đĩa bay" bị rơi xuống trang trại của Ralph Horton tại Quận Fulton, Georgia, Mỹ, vào tháng 7 năm 1952.
Một số người hàng xóm của Horton đã nhìn thấy vật thể bay qua khu nhà của họ trước khi nó rơi xuống sân của Horton. Horton đã phục hồi lại vật thể này và gọi điện cho cả Không quân Mỹ và sân bay Atlanta để xem họ có quan tâm đến nó không. Sau khi mô tả vật thể qua điện thoại, không tổ chức nào có hứng thú với nó và họ nói rằng Horton có thể làm những gì anh ta thích, vì vậy anh ta ném nó vào khu rừng phía sau nhà. Vật thể "là một cỗ máy kỳ quặc trông giống như cái hộp được làm từ những thanh gỗ và giấy thiếc hoặc nhôm có gắn một quả bóng thời tiết" (xem ảnh). Điều này rất phù hợp với mô tả và hình ảnh của tài liệu được cho là đã phục hồi năm năm trước trong sự cố UFO tại Roswell (dù một số sĩ quan quân đội sau này đã tuyên bố đây là câu chuyện che đậy về vụ tai nạn đĩa bay thực sự với số lượng lớn mảnh vụn kỳ lạ và thậm chí cả xác người ngoài hành tinh).
Nhà nghiên cứu UFO James Moseley đã biết về vụ tai nạn từ hồ sơ đĩa bay của tờ Atlanta Constitution và điều tra vụ việc. Moseley liền gọi điện lên sân bay và xác nhận rằng vật thể này là thiết bị được Không quân sử dụng để xác định vận tốc và hướng gió. Nó được thả lên gắn với một quả bóng dưới sự theo dõi của radar, vì các chùm radar được vật thể này phản xạ. Horton tìm lại vật thể từ nơi anh ta đã vứt bỏ nó, và đưa cho Moseley. Trong những năm qua, Moseley đã để mất vật thể này khiến không ai còn có dịp chứng kiến nữa (Moseley & Pflock 2002:53–54).